# Tarzisius

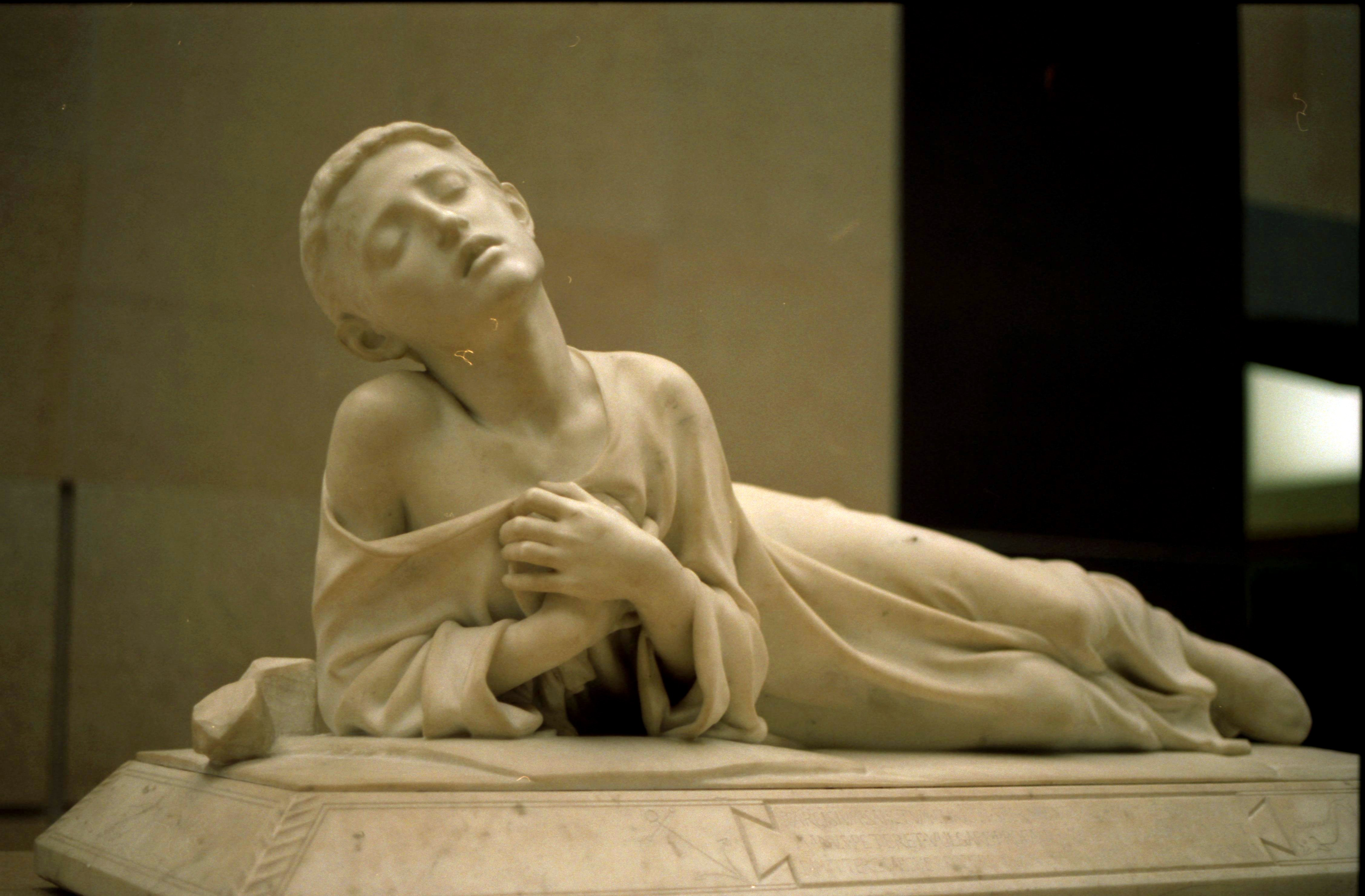
Der sterbende Tarzisius

Reliquiar in der Kapelle S. Tarcisio auf dem Gelände der Callixtuskatakomben

Tarzisius (auch Tharsicius, Tarsitius, Tarcisius und Tarkisius) war der Legende nach ein Junge, der zur Zeit der Christenverfolgungen im Römischen Reich in der zweiten Hälfte des 3. Jahrhunderts in Rom lebte und dem Priester in der Seelsorge half. Er ist der Schutzheilige der Ministranten.

## Leben
Der Legende nach gehörte es zu seinen Aufgaben, Kranken die Kommunion nach Hause zu bringen. Eines Tages war er mit konsekrierten Hostien unterwegs. Heidnische Jugendliche forderten ihn auf, zu zeigen, was er im Gewand bei sich trug. Er weigerte sich, die Horde wollte ihn zwingen und schlug ihn am Ende tot. Er wird als Märtyrer verehrt.

## Darstellung
Dargestellt wird Tarzisius meist als am Boden liegender Knabe, die Eucharistie vor der Brust bergend und von einer Schar Jungen gesteinigt. Meist ist er in altrömische Knabentracht gekleidet, die Hände über der Brust gekreuzt. Manchmal wird er auch gehend dargestellt, mit Palme, Steinen und Hostie als Zeichen seines bestandenen Martyriums versehen. Auf anderen Darstellungen erscheint der Knabe auch als Diakon mit Dalmatik bekleidet, Steine in der einen Hand erinnern an die Art seines Martyriums und die Palme in der anderen Hand an das siegreich bestandene Martyrium.
Anlässlich des 4. „Minifestes“ (Ministrantenfestes) der Deutschschweizer Ministranten am 7. September 2008 in Aarau gestaltete der Basler Goldschmied Bernhard Lang eine fast fünf Meter hohe Bronzestatue des Tarzisius, die ihren endgültigen Platz nach weiteren Stationen (u. a. Einsiedeln, Schmerikon, St. Gallen, Echternach, Győr) in Rom beim Grab des Heiligen gefunden hat. Die Statue wurde am 4. August 2010 bei der Internationalen Ministrantenwallfahrt dem Papst Benedikt XVI. geschenkt. Die Tarzisius-Darstellung wurde bei den Calixtus-Katakomben, dem vermuteten Grab des Heiligen, aufgestellt.

Tarzisius-Statue an seinem Standort in Echternach: 26. Oktober 2009 bis 14. Juni 2010
Ministranten aus Luxemburg bei der Tarzisius-Statue am 3. November 2009
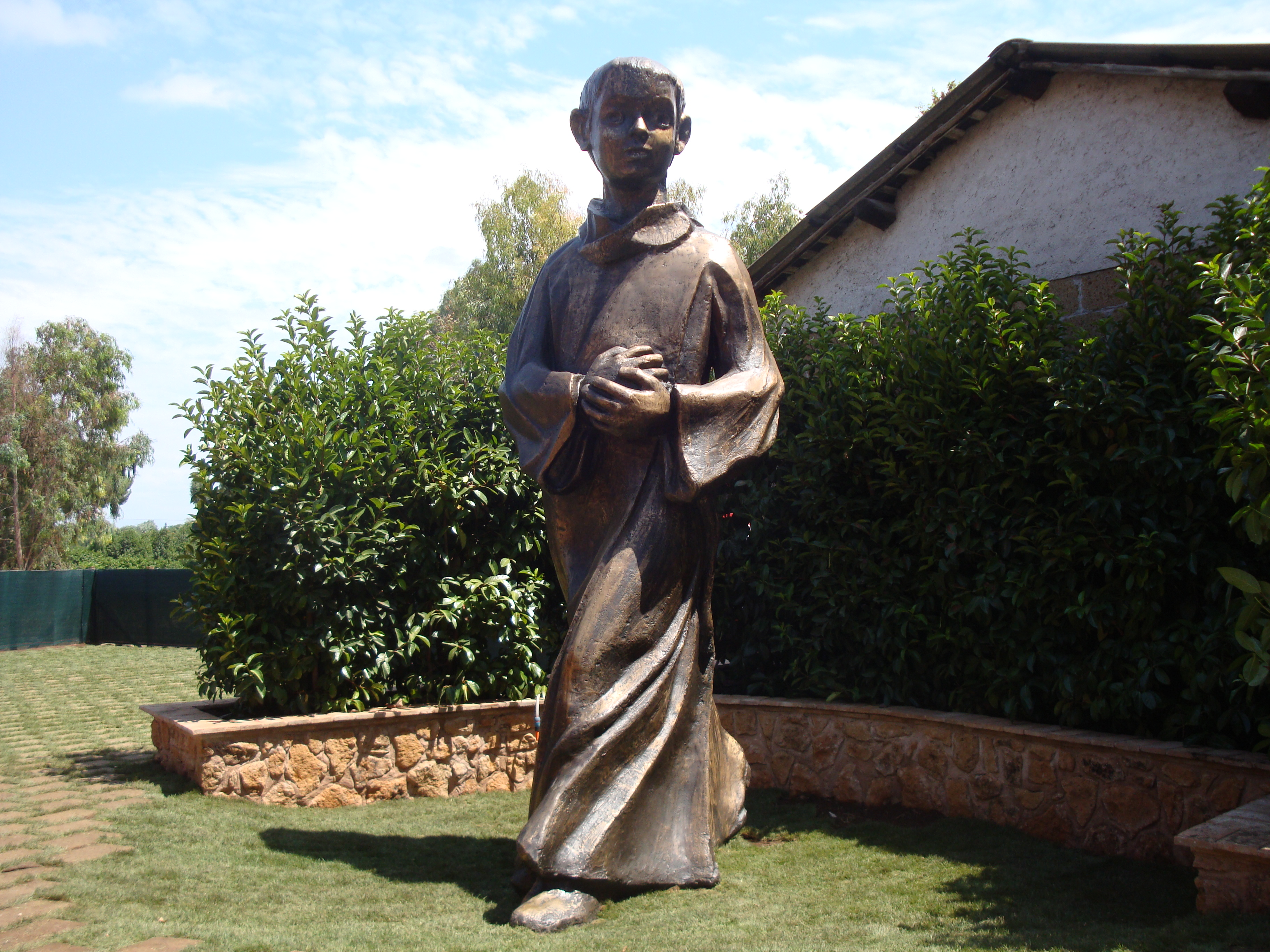
Die Tarzisius-Statue am endgültigen Platz auf dem Areal der Calixtus-Katakomben in Rom (seit 5. August 2010)

## Ehrung
Papst Damasus I. ehrte in einem zwischen 366 und 384 verfassten Epigramm auch das Andenken des Tarzisius und erinnerte an sein Martyrium:

“Tarsicium sanctum Christi sacramenta gerentem / cum male sana manus premeret vulgare profanis / ipse animam potius voluit dimittere caesus / prodere quam canibus rabidis caelestia membra.”

„Tarcisius trug die Eucharistie bei sich, als sich eine aufgehetzte Gruppe von Fanatikern auf ihn stürzte, um diese zu entweihen. Aber der Junge wollte lieber sein Leben verlieren als den Leib Christi diesen wütenden Hunden auszuliefern“

## Sonstiges
Gedächtnis: 15. August. Da die Kirche am gleichen Tag das Hochfest Mariä Aufnahme in den Himmel feiert, geriet der Gedenktag des heiligen Tarzisius in den Hintergrund.
Patronat: Schutzheiliger der Ministranten (da er im Auftrag der Gemeinde unterwegs war), Akolythen und Arbeiter. Tarzisius ist außerdem noch der Patron der Erstkommunionkinder.
Namensgeber: Die Vereinigung katholische Knaben in der Schweiz, der Tarzisiusbund, war nach Tarzisius benannt.
Namenserklärung: Griechisch, deutsch ‚der Mutige‘.
Reliquien: Man nimmt an, dass sich die leiblichen Überreste des Heiligen in Rom befinden. Tarzisius wurde demnach in der Nähe des Bischofs von Rom Zephyrinus oberhalb der Calixtus-Katakomben an der Via Appia bestattet. Die Quellen für diese Information sind die Ölliste von Monza (um 600 n. Chr.) und zwei Itinerarien. Später wurden die sterblichen Überreste des Märtyrers Tarzisius in die römische Kirche San Silvestro in Capite überführt. Anschließend wurden sie in der Kirche Sankt Laurentius vor den Mauern an der Seite des hl. Laurentius und des hl. Stephanus verehrt.
Der Name Tarzisius ist in den Martyrologien erst ab dem 9. Jahrhundert (Martyrologium Adonis) enthalten und wurde von dort aus in spätere Martyrologien übernommen. In das Martyrologium Romanum  wurde er unter dem Datum des 15. August aufgenommen. Wieder später befanden sich die Reliquien wieder auf dem Gelände der Calixtus-Katakomben, in der kleinen „Capella dell’Institutio“, kamen dabei aber in Vergessenheit. Seit Mai 2012 befindet sich das bis dahin fast vergesse Tarzisiusreliquiar in der vergrößerten Hauskapelle der Salesianer, im „Institutio San Tarcisio“, auf dem Gelände der Calixtus-Katakomben in der Via Appia Antica in Rom. Diese Kirche wurde 2012 eingeweiht und lädt jetzt zum stillen Gebet oder zur Feier von Gottesdiensten ein.